# 高田紗希衣
高田 紗希衣（たかだ さきえ、3月23日 - ）は、日本の女性声優。大阪府出身。アプトプロ所属。

## 来歴
アプトプロ付属養成所6期生。
2014年10月より2023年3月まで、ターゲット・エンタテインメントによるガールズユニット「L.F.O.」で「SAKIE」としても活動。

## 人物
特技・趣味は歌・水泳・たこ焼き作り・犬との触れ合い。

## 出演

### テレビアニメ
2018年
- ミイラの飼い方（女子生徒、ポチ 他）

2019年
- BEM（アナウンサー）

2020年
- 乙女ゲームの破滅フラグしかない悪役令嬢に転生してしまった…（2020年 - 2021年、メイド、ハント家 長女、犬、令嬢、キース兄、女生徒、女性、生徒、令嬢、女友達、子供たち） - 2シリーズ

2021年
- オルタンシア・サーガ（女の子、ディアーブル・ゴーシュ）

2022年
- CUE!（小学校教師、観客）
- シャインポスト（ファン、通行人、店内放送）

2023年
- TRIGUN STAMPEDE
- ツンデレ悪役令嬢リーゼロッテと実況の遠藤くんと解説の小林さん（小林千夜乃）
- もういっぽん!
- Lv1魔王とワンルーム勇者（若い女性）
- お嬢と番犬くん（女子生徒）
- シャングリラ・フロンティア（女性プレイヤーA）

2024年
- 道産子ギャルはなまらめんこい（生徒、レポーター）
- 望まぬ不死の冒険者（子供）
- ささやくように恋を唄う（ライブ観客）
- 青のミブロ（2024年 - 2025年、お客、女の人、町人）

2025年
- 不遇職【鑑定士】が実は最強だった（アラウネ）
- 忍たま乱太郎（客、赤ちゃん）
- ロックは淑女の嗜みでして（女生徒、中等部女生徒）

### 劇場アニメ
- 劇場版 乙女ゲームの破滅フラグしかない悪役令嬢に転生してしまった…（2023年）

### OVA
- 乙女ゲームの破滅フラグしかない悪役令嬢に転生してしまった…X（2021年、ハント家 長女） - コミックス第7巻特装版

### Webアニメ
- メギド72 The short animation 長き戦旅の傍らで（2019年、女の子[6]、カヤ[3]）
- 俺、つしま（2021年 - 2022年、女子高生B[6]、鳥[31]）

### ゲーム
時期不明
- ワールドクロスサーガ（ぬらりひょん）
- 勇者大陸伝説
- 蒼空のリベラシオン（タルラー）
- Mobile Legend : Bang - bang（Carmilla）

2015年
- 黒蝶のサイケデリカ（少年C）

2017年
- メギド72（2017年 - 2023年、グザファン 他）

2019年
- 放置少女〜百花繚乱の萌姫たち〜（高順、卑弥呼、ナタ）
- トリカゴ スクラップマーチ（アカシ）

2021年
- 時計仕掛けのアポカリプス（キュー）
- CharadeManiacs

2023年
- OCTOPATH TRAVELER II

2024年
- ヘブンバーンズレッド（2024年 - 2025年、習志野ドーム住民、有栖牧奈、モブ）

### ドラマCD
- 今、隣のキミに恋をする。
- おとどけカレシ-More Love-　ミニドラマ
- 10DANCE 第5巻特装版（リアナ・ジャーヴァランカ 他）

### 吹き替え
- 沈黙の炎 TRUE JUSTICE2 PART4（ブロンド、他）
- ウェディング・ゲスト（ウェンディ、他）[38]
- Call Star -ボクは本当にダメな星?-（2023年、アナウンサー、オペレーター、息子、ガヤ）

### デジタルコミック
- 三ヶ月前に別れた先輩後輩の話（2021年、店員 他）
- おい、外れスキルだと思われていた《チートコード操作》が化け物すぎるんだが。（2023年、見物人、通行人[39]）

### その他コンテンツ
- LIPSS～イノセントな囁き～ - 番組出演オーディション（2018年12月21日 - 2019年1月30日）[40]
- ラジオドラマ「ホルマリン漬けの銃弾」（2019年、極楽四夜）

### シリーズ一覧
1. ↑  第1期（2020年）、第2期『X』（2021年）